# Tente Outra Vez
"Tente Outra Vez" é uma canção do cantor e compositor brasileiro Raul Seixas, presente no álbum Novo Aeon, gravado nos Estúdios CBD entre 1º de setembro e meados de outubro de 1975, e lançado em 12 de novembro de 1975, pela gravadora Philips Records. Está presente também no compacto duplo Novo Aeon, lançado na mesma data do álbum para ajudar a promovê-lo e em diversas coletâneas de grandes sucessos lançadas pelo artista desde então.

## Gravação e produção
As sessões de gravação para o álbum começaram em 1º de setembro e realizaram-se nos antigos Estúdios CBD (a gravadora estava em processo de mudança para os novos Estúdios Phonogram de 16 canais, na Barra da Tijuca, mas as sessões de gravação nesses novos espaços só começariam em dezembro de 1975), correndo bem e terminando em meados de outubro. O disco seria finalizado (mixagem e pós-produção) sem a presença do cantor baiano e estaria pronto para comercialização no mês seguinte.

## Lançamento e resenha musical
O álbum Novo Aeon foi lançado em 12 de novembro de 1975 - em LP e fita cassete - pela gravadora Philips Records com uma boa divulgação, atingindo vendagens da ordem de 60 mil cópias. Juntamente com o disco, a canção foi lançada em um compacto duplo. Também, Raul gravou um clipe musical para o programa dominical da Rede Globo, o Fantástico. O lançamento deste álbum representou uma baixa nas vendagens dos álbuns de Raul que vinham crescendo constantemente desde o seu álbum de estreia, passando pelo recordista - e antecessor - que foi Gita, com mais de 140 mil cópias vendidas.
A canção é uma típica balada rock - ao estilo de Raul Seixas - sendo, pelo seu tema, uma ode à não desistência, com uma abordagem épica do seu arranjo.

## Legado
A canção é hoje a terceira canção mais conhecida de Raul. Recentemente, esteve na trilha sonora do filme Não Pare na Pista, e das novelas Vitória e Malhação Sonhos. Segundo ranking do Escritório Central de Arrecadação e Distribuição de Direitos Autorais (ECAD), a música foi a mais tocada de Raul entre 2015 e 2019.

## Versão de Zezé Di Camargo & Luciano
Tente Outra Vez é uma canção gravada pela dupla Zezé Di Camargo & Luciano e lançada em 1994 como quarto single do álbum de nome honônimo. Regravação de um dos grandes sucessos de Raul Seixas, o hit voltou ao sucesso na voz da dupla, e foi incluída na coletânea Maxximum, lançada em 2005.

## Outras Versões
A dupla sertaneja Chitãozinho & Xororó e a banda de rock Barão Vermelho também gravaram essa música.

## Trilha Sonora
- 1994 - O Rei Leão
- 2014 - Não Pare na Pista
- 2014 - Vitória
- 2014-2015 - Malhação Sonhos (cantada pelo elenco)

## Bíbliográfia
- BOSCATO, Luis Alberto Lima. Vivendo a sociedade alternativa. Tese de Doutorado. São Paulo: FFLCH/USP, 2006.
- DAPIEVE, Arthur. Brock: o rock brasileiro dos anos 80. São Paulo: Editora 34, 1996. ISBN 9788573260083.
- JORGE, Cibele Simões Ferreira Kerr. Raul Seixas: Um Produtor de mestiçagens musicais e midiáticas. Tese de Doutorado. São Paulo: PUC-SP, 2012.
- MOTTA, Nelson. Como Raul dizia. O Globo, 13 de agosto de 1975, p. 31.
- MOTTA, Nelson. Ele vem aí. O Globo, 16 de outubro de 1975, p. 37.
- MOTTA, Nelson. Lá vem o homem. O Globo, 24 de Outubro de 1975, p. 31.
- MOTTA, Nelson. O Navegante dos infernos e das luzes. O Globo, 02 de novembro de 1975, p. 7.
- MOTTA, Nelson. Mal du siècle. O Globo, 12 de novembro de 1975, p. 35.
- MOTTA, Nelson. Um sonho real. O Globo, 05 de dezembro de 1975, p. 31.
- RADA NETO, José. Raul(zito) Seixas como produtor musical: aprendizado prático e construção da imagem artística. Anais do XXVII Simpósio Nacional de História. Julho de 2013.